# UC 4
UC 4 war ein U-Boot der Kaiserlichen Marine vom Typ UC I, das im Ersten Weltkrieg eingesetzt wurde. Als minenlegendes U-Boot half UC 4 dabei, die Minensperren in der Nordsee aufzubauen. Das Boot kam am 10. Juni 1915 in Dienst und wurde am 5. Oktober 1918 von seiner Besatzung vor Zeebrügge versenkt. Auf den von UC 4 während seiner 73 Feindfahrten gelegten Minen sanken mindestens 33 Schiffe mit 46.214 BRT.

## Einsätze

Deutsche und Englische Minensperren in der Nordsee 1914 bis 1918

UC 4 war während seiner Einsatzzeit verschiedenen Flottillen unterstellt. Mit der Indienststellung kam das Boot zunächst bis Ende 1915 zur in Libau stationierten U-Halbflottille Kurland. Zu Jahresbeginn 1916 wurde es der U-Flottille Flandern zugewiesen, der es bis April 1916 und erneut von September 1916 bis zu seiner Versenkung im Oktober 1918 angehörte. Von Mai bis August 1916 war UC 4 noch einmal in der Ostsee eingesetzt und der U-Halbflottille V in Libau unterstellt. Insgesamt fuhr das Boot 73 Einsätze.
- 1. Unternehmung 2. bis 6. August 1915 – Finnischer Meerbusen
- 2. Unternehmung 11. bis 16. August 1915 – Utö
- 3. Unternehmung 11. bis 16. September 1915 – Moonsund
- 4. Unternehmung 1. bis 4. November 1915 – Schären nordöstlich Utö
- Überholung in Kiel und Verlegung an die Nordsee
- 5. Unternehmung 3. bis 4. Februar 1916 – Überführung nach Flandern
- 6. Unternehmung 9. bis 11. Februar 1916 – englische Ostküste
- 7. Unternehmung 26. bis 27. Februar 1916 – The Downs
- 8. Unternehmung 3. bis 5. März 1916 – Themsemündung
- 9. Unternehmung 11. bis 13. März 1916 – The Downs
- 10. Unternehmung 15. bis 19. März 1916 – Überführung nach Kiel
- 11. Unternehmung 30. Mai bis 2. Juni 1916 – Rigaer Bucht
- 12. Unternehmung 18. bis 25. August 1916 – Moonsund
- 13. Unternehmung 30. August bis 3. September 1916 – Ålandsee
- 14. Unternehmung 25. bis 30. September 1916 – Überführung nach Flandern
- 15. Unternehmung 17. bis 20. Oktober 1916 – englische Ostküste
- 16. Unternehmung 24. bis 26. Oktober 1916 – englische Ostküste
- 17. Unternehmung 4. bis 9. November 1916 – englische Ostküste, Lowestoft
- 18. Unternehmung 23. bis 25. November 1916 – Orford Ness
- 19. Unternehmung 1. bis 4. Dezember 1916 – Galloper Sand
- 20. Unternehmung 7. bis 10. Dezember 1916 – Orford Ness
- 21. Unternehmung 14. bis 17. Dezember 1916 – englische Ostküste, Lowestoft
- 22. Unternehmung 27. Dezember 1916 bis 1. Januar 1917 – englische Ostküste
- 23. Unternehmung 4. bis 7. Januar 1917 – englische Ostküste
- 24. Unternehmung 15. bis 16. Januar 1917 – englische Ostküste, North Yorkshire
- 25. Unternehmung 22. bis 24. Januar 1917 – englische Ostküste, Yarmouth
- 26. Unternehmung 31. Januar bis 2. Februar 1917 – englische Ostküste, Oxford Ness
- 27. Unternehmung 10. bis 13. Februar 1917 – Sizewell Bank
- 28. Unternehmung 17. bis 20. Februar 1917 – englische Ostküste, Shipwash-Feuerschiff
- 29. Unternehmung 24. Februar bis 1. März 1917 – englische Ostküste, North Yorkshire
- 30. Unternehmung 9. bis 11. März 1917 – englische Ostküste, Aldeburgh Napes
- 31. Unternehmung 22. bis 25. März 1917 – englische Ostküste
- 32. Unternehmung 28. März bis 1. April 1917 – englische Ostküste
- 33. Unternehmung 4. bis 11. April 1917 – englische Ostküste, Oxfordness
- 34. Unternehmung 15. bis 21. April 1917 – englische Ostküste, Aldeburgh Napes
- 35. Unternehmung 25. April bis 2. Mai 1917 – englische Ostküste, Sizewell-Bank
- 36. Unternehmung 8. bis 11. Mai 1917 – englische Ostküste, Shipwash-Feuerschiff
- 37. Unternehmung 17. bis 20. Mai 1917 – englische Ostküste, Great Yarmouth
- 38. Unternehmung 25. bia 26. Mai 1917 – englische Ostküste, Aldeburgh Napes
- 39. Unternehmung 2. bis 3. Juni 1917 – englische Ostküste, Aldeburgh Napes
- 40. Unternehmung 7. bis 12. Juni 1917 – englische Ostküste, Aldeburgh Napes
- 41. Unternehmung 14. bis 17. Juni 1917 – englische Ostküste, Aldeburgh Napes
- 42. Unternehmung 19. bis 22. Juni 1917 – englische Ostküste, Aldeburgh Napes
- 43. Unternehmung 28. bis 29. Juni 1917 – englische Ostküste, Aldeburgh Napes
- 44. Unternehmung 5. bis 10. Juli 1917 – englische Ostküste, Shipwash-Feuerschiff
- 45. Unternehmung 13. bis 16. Juli 1917 – englische Ostküste, Shipwash-Feuerschiff
- 46. Unternehmung 19. bis 22. Juli 1917 – englische Ostküste, Shipwash-Feuerschiff
- 47. Unternehmung 21. bis 25. August 1917 – englische Ostküste, Aldeburgh Napes
- 48. Unternehmung 29. August bis 2. September 1917 – englische Ostküste, Aldeburgh Napes
- 49. Unternehmung 5. bis 12. September 1917 – englische Ostküste, Aldeburgh Napes
- 50. Unternehmung 17. bis 18. September 1917 – englische Ostküste, englische Ostküste, Aldeburgh Napes
- 51. Unternehmung 20. bis 25. September 1917 – englische Ostküste
- 52. Unternehmung 28. September bis 1. Oktober 1917 – Aldeburgh Napes
- 53. Unternehmung 5. bis 13. Oktober 1917 – Oxfordness
- 54. Unternehmung 18. bis 21. Oktober 1917 – englische Ostküste
- 59. Unternehmung 1. bis 11. Dezember 1917 – Sunk-Feuerschiff
- 60. Unternehmung 3. bis 5. Januar 1918 – englische Ostküste, Aldeburgh Napes
- 61. Unternehmung 6. Januar 1918 – englische Ostküste, Aldeburgh Napes
- 62. Unternehmung 7. Januar 1918 – englische Ostküste, Aldeburgh Napes
- 63. Unternehmung 24. Januar bis 2. Februar 1918 – englische Ostküste, Oxfordness
- 64. Unternehmung 5. bis 12. Februar 1918 – englische Ostküste, Oxfordness
- 67. Unternehmung 4. bis 5. März 1918 – englische Ostküste, Harwich
- 68. Unternehmung 10. bis 13. März 1918 – englische Ostküste
- 69. Unternehmung 8. bis 10. April 1918 – Shipwash-Feuerschiff
- 70. Unternehmung 17. bis 21. April 1918 – Shipwash-Feuerschiff
- 71. Unternehmung 21. bis 26. Juni 1918 – englische Ostküste
- 72. Unternehmung 30. Juni bis 4. Juli 1918 – englische Ostküste
- 73. Unternehmung 7. bis 17. Juli 1918 – englische Ostküste

## Verbleib
Nach seinem letzten Einsatz musste UC 4 zur Motoreninstandsetzung in die Werft. Die Reparatur konnte nicht rechtzeitig beendet werden und das Boot wurde bei Abzug am 5. Oktober 1918 gesprengt, um es dem Feind nicht in die Hände fallen zu lassen.

## Versenkungserfolge
Die genauen Versenkungserfolge durch die Minen sind schwer zu verifizieren, da keine eigenen Berichte der Kommandanten die Versenkung unmittelbar nachweisen können. So sprechen englische Quellen von 36 Versenkungen.
| Versenkungserfolge von UC 4 |                    |                        |            |                     |
| Datum                       | Schiffsname        | Nationalität           | Tonnage    | Bemerkung           |
| 15. August 1915             | Ladoga             | Russland               | 6.136      |                     |
| 17. September 1915          | N 1                | Russland               | 739        |                     |
| 12. Februar 1916            | Cedarwood          | Vereinigtes Königreich | 654        |                     |
| 12. Februar 1916            | Aduatiek           | Belgien                | 2.221      |                     |
| 13. Februar 1916            | Tergestea          | Vereinigtes Königreich | 4.308      |                     |
| 27. Februar 1916            | Den of Ogil        | Vereinigtes Königreich | 5.686      |                     |
| 27. Oktober 1916            | Bygdö              | Norwegen               | 2.345      |                     |
| 28. Oktober 1916            | Sparta             | Vereinigtes Königreich | 480        |                     |
| 6. November 1916            | Suniside           | Vereinigtes Königreich | 447        |                     |
| 25. November 1916           | Burnley            | Royal Navy             | 275        |                     |
| 3. Dezember 1916            | Remarko            | Royal Navy             | 447        |                     |
| 5. Dezember 1916            | Tervani            | Royal Navy             | 457        |                     |
| 8. Dezember 1916            | Kent County        | Royal Navy             | 86         | Unklare Quellenlage |
| 7. Januar 1917              | Donside            | Royal Navy             | 457        |                     |
| 18. Januar 1917             | Dagmar             | Dänemark               | 768        |                     |
| 20. Januar 1917             | New Comet          | Royal Navy             | 177        |                     |
| 1. Februar 1917             | Sisters Melville   | Vereinigtes Königreich | 260        |                     |
| 2. Februar 1917             | Holdene            | Royal Navy             | 274        |                     |
| 22. März 1917               | Pontypridd         | Vereinigtes Königreich | 1.556      |                     |
| 22. März 1917               | Ambient            | Vereinigtes Königreich | 1.517      |                     |
|                             | Cherysolite        | Vereinigtes Königreich | 57         |                     |
| Juni 1917                   | Kelvin             | Royal Navy             | 322        | Unklare Quellenlage |
| 3. Juni 1917                | Giralda            | Vereinigtes Königreich | 58         | Unklare Quellenlage |
| 20. Juli 1917               | Queen Of The North | Royal Navy             | 594        |                     |
| 5. September 1917           | Eros               | Royal Navy             | 286        | Unklare Quellenlage |
| 10. Oktober 1917            | Vitality           | Royal Navy             | 202        |                     |
| 11. November 1917           | Lapwing            | Vereinigtes Königreich | 1.192      |                     |
| 23. Dezember 1917           | Grantley Hall      | Vereinigtes Königreich | 4.008      |                     |
| Februar 1918                | Rubio              | Vereinigtes Königreich | 2.395      |                     |
| 5. März 1918                | Estrella           | Vereinigtes Königreich | 1.740      |                     |
| 5. März 1918                | Coalgas            | Vereinigtes Königreich | 2.257      |                     |
| 5. März 1918                | Tusnastabb         | Norwegen               | 1.136      |                     |
| 12. April 1918              | Lonhelen           | Vereinigtes Königreich | 1.282      |                     |
| 20. April 1918              | Numitor            | Royal Navy             | 242        |                     |
| 25. April 1918              | St. Seiriol        | Royal Navy             | 928        |                     |
| 26. Juni 1918               | Achilles II        | Royal Navy             | 225        |                     |
|                             |                    | Gesamt Handelsschiffe  | 34.367     |                     |
|                             |                    | Gesamt Kriegsschiffe   | 11.847     |                     |
|                             |                    | Total                  | 46.214 BRT |                     |

Es ist unklar, ob UC 4 an den Versenkungen der britischen U-Boot-Falle Kent County am 8. Dezember 1916, dem Fischkutter Giralda und dem Minentrawler Eros beteiligt war.

## Kommandanten
| 10. Juni bis 28. Dezember 1915         | Oberleutnant zur See Karl Vesper       |
| 29. Dezember 1915 bis 19. März 1916    | Oberleutnant zur See Friedrich Moecke  |
| 16. August bis 14. September 1916      | Oberleutnant zur See Ulrich Pilzecker  |
| 15. September bis 20. Oktober 1916     | Oberleutnant zur See Gustav Buch       |
| 21. Oktober bis 26. November 1916      | Oberleutnant zur See Hans Howaldt      |
| 27. November 1916 bis 11. März 1917    | Oberleutnant zur See Georg Reimarus    |
| 12. bis 20. Mai 1917                   | Oberleutnant zur See Oskar Steckelberg |
| 21. bis 29. Mai 1917                   | Oberleutnant zur See Georg Reimarus    |
| 30. Mai bis 12. September 1917         | Oberleutnant zur See Erich Hecht       |
| 13. September 1917 bis 19. Januar 1918 | Oberleutnant zur See Walter Schmitz    |
| 20. Januar bis 26. Februar 1918        | Oberleutnant zur See Kurt Loch         |
| 27. Februar bis 21. April 1918         | Oberleutnant zur See Ernst Berlin      |
| 22. April bis 5. Oktober 1918          | Oberleutnant zur See Eberhard Schmidt  |